# Lạng Giang
Lạng Giang là một xã thuộc tỉnh Bắc Ninh, Việt Nam.
Xã Lạng Giang là nơi giao nhau của các tuyến đường như Quốc lộ 1, đường tỉnh 295 và đường tỉnh 293.

## Địa lý
Xã Lạng Giang có vị trí địa lý:
- Phía đông giáp xã Bảo Đài
- Phía tây giáp xã Mỹ Thái
- Phía nam giáp xã Tân Dĩnh
- Phía bắc giáp các xã Tiên Lục và Kép.

Xã Lạng Giang có diện tích 55,41 km², dân số 63.413 người, mật độ dân số đạt 1.144 người/km².

## Lịch sử
Ngày 27 tháng 12 năm 2024, Bộ Xây dựng ban hành Quyết định số 1256/QĐ-BXD về việc công nhận thị trấn Vôi là đô thị loại IV.
Ngày 16 tháng 6 năm 2025, Ủy ban Thường vụ Quốc hội ban hành Nghị quyết số 1658/NQ-UBTVQH15 của UBTVQH về việc sắp xếp các đơn vị hành chính cấp xã của tỉnh Bắc Ninh năm 2025. Theo đó, sắp xếp toàn bộ diện tích tự nhiên, quy mô dân số của thị trấn Vôi và các xã Xương Lâm, Hương Lạc, Tân Hưng thành xã mới có tên gọi là xã Lạng Giang.